# قماربازان (فیلم ۱۹۲۹)
«قماربازان» (انگلیسی: The Gamblers) یک فیلم درام به کارگردانی مایکل کورتیز است که در سال ۱۹۲۹ منتشر شد. از بازیگران آن می‌توان به جورج فاست، اچ. بی. وارنر، فرانک کامپائو و لوئیس ویلسون اشاره کرد.